# Roger Sloan
Roger Sloan (Calgary, 15 mei 1987) is een Canadees golfprofessional. Hij debuteerde in 2012 op de Web.com Tour.

## Loopbaan
In 2009 werd Sloan een golfprofessional en hij maakte zijn debuut op de Canadese PGA Tour. Hij bleef daar golfen tot 2012 en won daar één golftoernooi, in 2011.
In 2012 maakte Sloan zijn debuut op de Web.com Tour en in het volgend jaar speelde hij zijn eerste volledige seizoen op die tour. In 2014 behaalde hij zijn eerste zege door het Nova Scotia Open te winnen. Met een birdie won hij de eerste play-off hole van de Amerikaan Derek Fathauer.

## Prestaties
Web.com Tour
| Nr. | Datum       | Toernooi         | Score           | Score | Info                               |
| --- | ----------- | ---------------- | --------------- | ----- | ---------------------------------- |
| 1   | 6 juli 2014 | Nova Scotia Open | 67-65-71-70=273 | –11   | Won de play-off van Derek Fathauer |

Canadese PGA Tour
| Nr. | Datum        | Toernooi                 | Score           | Score | Info  |
| --- | ------------ | ------------------------ | --------------- | ----- | ----- |
| 1   | 12 juni 2011 | The Western Championship | 64-70-65-66=265 | –23   | [ 4 ] |